# Narciarstwo alpejskie na Zimowej Uniwersjadzie 2023
Narciarstwo alpejskie na Zimowej Uniwersjadzie 2023 odbyło się w dniach 13–21 stycznia 2023 w amerykańskim ośrodku narciarskim Whiteface Mountain. Zawodnicy rywalizowali w dziewięciu konkurencjach: supergigancie kobiet i mężczyzn, superkombinacji kobiet i mężczyzn, slalomie gigancie kobiet i mężczyzn, slalomie kobiet i mężczyzn oraz w mieszanym slalomie równoległym.

## Zestawienie medalistów

### Kobiety
| Data             | Konkurencja                 | Złoto            | Srebro                 | Brąz            |
| ---------------- | --------------------------- | ---------------- | ---------------------- | --------------- |
| 14 stycznia 2023 | Supergigant (szczegóły)     | Fabiana Dorigo   | Carmen Sofie Nielssen  | Celia Abad      |
| 16 stycznia 2023 | Superkombinacja (szczegóły) | Celia Abad       | Julia Socquet Dagoreau | Leonie Flötgen  |
| 17 stycznia 2023 | Gigant (szczegóły)          | Leonie Flötgen   | Fabiana Dorigo         | Emma Hammergård |
| 20 stycznia 2023 | Slalom (szczegóły)          | Carlotta Marcora | Valentine Macheret     | Sara Rask       |

### Mężczyźni
| Data             | Konkurencja                 | Złoto         | Srebro          | Brąz           |
| ---------------- | --------------------------- | ------------- | --------------- | -------------- |
| 14 stycznia 2023 | Supergigant (szczegóły)     | Jan Zabystřan | Luca Taranzano  | Eric Wyler     |
| 16 stycznia 2023 | Superkombinacja (szczegóły) | Albert Ortega | Andrej Drukarov | Jan Zabystřan  |
| 18 stycznia 2023 | Gigant (szczegóły)          | Jan Zabystřan | Eric Wyler      | Jérémie Lagier |
| 21 stycznia 2023 | Slalom (szczegóły)          | Jan Zabystřan | Jérémie Lagier  | Jacob Dilling  |

### Drużynowo
| Data             | Konkurencja                   | Złoto                                                                    | Srebro                                                                  | Brąz                                                                       |
| ---------------- | ----------------------------- | ------------------------------------------------------------------------ | ----------------------------------------------------------------------- | -------------------------------------------------------------------------- |
| 19 stycznia 2023 | Slalom równoległy (szczegóły) | Szwecja Sara Rask · Gustav Dalmalm · Evelina Fredricsson · Wilhelm Vänje | Szwajcaria Domenica Mosca · Aaron Mayer · Svenja Pfiffner · Morris Blom | Niemcy Fabiana Dorigo · Roman Frost · Leonie Flötgen · Maximilian Haußmann |